# Lista över matchresultat i Elitserien i ishockey 1986/1987
Lista över matchresultat i grundserien av Elitserien i ishockey 1986/1987. Ligan inleddes den 9 oktober 1986 och avslutades 26 februari 1987.
| Nr | Lag               | S  | V  | O | F  | GM  | IM  | MS  | P  |
| -- | ----------------- | -- | -- | - | -- | --- | --- | --- | -- |
| 1  | Färjestad BK (RM) | 36 | 22 | 5 | 9  | 160 | 118 | +42 | 49 |
| 2  | IF Björklöven     | 36 | 23 | 1 | 12 | 158 | 103 | +55 | 47 |
| 3  | Luleå HF          | 36 | 17 | 7 | 12 | 148 | 133 | +15 | 41 |
| 4  | Djurgårdens IF    | 36 | 17 | 5 | 14 | 137 | 119 | +18 | 39 |
| 5  | HV71              | 36 | 16 | 5 | 15 | 103 | 115 | −12 | 37 |
| 6  | Brynäs IF         | 36 | 14 | 4 | 18 | 112 | 121 | −9  | 32 |
| 7  | Södertälje SK     | 36 | 13 | 6 | 17 | 123 | 133 | −10 | 32 |
| 8  | Leksands IF       | 36 | 12 | 6 | 18 | 128 | 162 | −34 | 30 |
| 9  | Skellefteå HC     | 36 | 12 | 4 | 20 | 112 | 146 | −34 | 28 |
| 10 | Modo AIK          | 36 | 8  | 9 | 19 | 129 | 160 | −31 | 25 |

## Matcher
| Datum Match Resultat Publik Spelplan Omgång 1 - 9 oktober 1986 HV 71-IF Björklöven 1-0 (0-0, 1-0, 0-0) 4700 Rosenlundshallen - 9 oktober 1986 Luleå HF-Södertälje SK 4-4 (2-0, 1-3, 1-1) 5519 Delfinen - 9 oktober 1986 Färjestads BK-Leksands IF 7-5 (2-2, 1-0, 4-3) 5370 Färjestads Ishall - 9 oktober 1986 Modo AIK-Skellefteå AIK 5-3 (0-0, 2-1, 3-2) 4124 Kempehallen - 9 oktober 1986 Djurgårdens IF-Brynäs IF 3-4 (2-1, 0-2, 1-1) 8279 Johanneshovs Isstadion Omgång 2 - 12 oktober 1986 Brynäs IF-Modo AIK 9-2 (2-0, 6-1, 1-1) 2992 Gavlerinken - 12 oktober 1986 Skellefteå AIK-Färjestads BK 6-4 (2-3, 1-1, 3-0) 3493 Skellefteå isstadion - 12 oktober 1986 Leksands IF-Luleå HF 3-4 (1-1, 0-2, 2-1) 3544 Leksands Isstadion - 12 oktober 1986 Södertälje SK-HV 71 6-3 (3-2, 2-0, 1-1) 3857 Scaniarinken - 12 oktober 1986 IF Björklöven-Djurgårdens IF 2-1 (1-1, 0-0, 1-0) 3833 Umeå ishall Omgång 3 - 16 oktober 1986 HV 71-Leksands IF 4-2 (1-0, 3-1, 0-1) 4785 Rosenlundshallen - 16 oktober 1986 Luleå HF-Skellefteå AIK 8-2 (2-1, 3-0, 3-1) 6046 Delfinen - 16 oktober 1986 Färjestads BK-Brynäs IF 6-2 (3-1, 0-0, 3-1) 5035 Färjestads Ishall - 16 oktober 1986 Modo AIK-Djurgårdens IF 3-7 (1-3, 2-2, 0-2) 3491 Kempehallen - 16 oktober 1986 Södertälje SK-IF Björklöven 4-1 (1-1, 2-0, 1-0) 4390 Scaniarinken Omgång 4 - 19 oktober 1986 Djurgårdens IF-Färjestads BK 5-1 (3-0, 1-1, 1-0) 6516 Johanneshovs Isstadion - 19 oktober 1986 Brynäs IF-Luleå HF 3-3 (0-1, 2-0, 1-2) 4915 Gavlerinken - 19 oktober 1986 Skellefteå AIK-HV 71 4-2 (0-0, 2-1, 2-1) 4308 Skellefteå isstadion - 19 oktober 1986 Leksands IF-Södertälje SK 3-2 (0-1, 1-1, 2-0) 4234 Leksands Isstadion - 19 oktober 1986 IF Björklöven-Modo AIK 5-4 (2-1, 1-1, 2-2) 4440 Umeå ishall Omgång 5 - 23 oktober 1986 HV 71-Brynäs IF 4-2 (0-0, 2-1, 2-1) 4685 Rosenlundshallen - 23 oktober 1986 Luleå HF-IF Björklöven 9-3 (2-0, 4-1, 3-2) 6074 Delfinen - 23 oktober 1986 Färjestads BK-Modo AIK 3-2 (2-0, 1-2, 0-0) 3989 Färjestads Ishall - 23 oktober 1986 Leksands IF-Djurgårdens IF 3-3 (1-1, 1-2, 1-0) 4707 Leksands Isstadion - 23 oktober 1986 Södertälje SK-Skellefteå AIK 6-3 (3-0, 2-0, 1-3) 4446 Scaniarinken Omgång 6 - 26 oktober 1986 Modo AIK-Luleå HF 2-2 (1-0, 1-1, 0-1) 3666 Kempehallen - 26 oktober 1986 Djurgårdens IF-HV 71 4-5 (2-1, 0-3, 2-1) 6523 Johanneshovs Isstadion - 26 oktober 1986 Brynäs IF-Södertälje SK 4-4 (1-0, 3-0, 0-4) 5072 Gavlerinken - 26 oktober 1986 Skellefteå AIK-Leksands IF 1-2 (0-1, 0-0, 1-1) 4214 Skellefteå isstadion - 26 oktober 1986 IF Björklöven-Färjestads BK 2-2 (0-0, 1-1, 1-1) 3779 Umeå ishall Omgång 7 - 30 oktober 1986 HV 71-Modo AIK 2-2 (0-1, 2-1, 0-0) 4585 Rosenlundshallen - 30 oktober 1986 Luleå HF-Färjestads BK 3-5 (1-2, 1-1, 1-2) 5430 Delfinen - 30 oktober 1986 Skellefteå AIK-IF Björklöven 2-6 (0-2, 2-2, 0-2) 6300 Skellefteå isstadion - 30 oktober 1986 Leksands IF-Brynäs IF 4-2 (2-0, 0-0, 2-2) 6161 Leksands Isstadion - 30 oktober 1986 Södertälje SK-Djurgårdens IF 7-1 (2-0, 2-0, 3-1) 7357 Scaniarinken Omgång 8 - 2 november 1986 Färjestads BK-HV 71 2-2 (1-1, 1-1, 0-0) 5150 Färjestads Ishall - 2 november 1986 Modo AIK-Södertälje SK 2-3 (1-0, 0-2, 1-1) 4141 Kempehallen - 2 november 1986 Djurgårdens IF-Luleå HF 11-2 (3-0, 6-2, 2-0) 8072 Johanneshovs Isstadion - 2 november 1986 Brynäs IF-Skellefteå AIK 3-4 (3-1, 0-0, 0-3) 4173 Gavlerinken - 2 november 1986 IF Björklöven-Leksands IF 10-3 (6-1, 3-0, 1-2) 4189 Umeå ishall Omgång 9 - 9 november 1986 HV 71-Luleå HF 2-3 (0-1, 1-1, 1-1) 4411 Rosenlundshallen - 9 november 1986 Brynäs IF-IF Björklöven 0-4 (0-2, 0-2, 0-0) 4409 Gavlerinken - 9 november 1986 Skellefteå AIK-Djurgårdens IF 3-4 (0-1, 3-1, 0-2) 3543 Skellefteå isstadion - 9 november 1986 Leksands IF-Modo AIK 8-7 (3-0, 2-6, 3-1) 3866 Leksands Isstadion - 9 november 1986 Södertälje SK-Färjestads BK 2-2 (0-1, 1-0, 1-1) 6728 Scaniarinken Omgång 10 - 13 november 1986 Luleå HF-HV 71 1-1 (1-1, 0-0, 0-0) 4771 Delfinen - 13 november 1986 Färjestads BK-Södertälje SK 6-4 (2-1, 3-2, 1-1) 5425 Färjestads Ishall - 13 november 1986 Modo AIK-Leksands IF 11-4 (5-1, 3-2, 3-1) 3133 Kempehallen - 13 november 1986 Djurgårdens IF-Skellefteå AIK 1-1 (0-0, 1-0, 0-1) 6505 Johanneshovs Isstadion - 13 november 1986 IF Björklöven-Brynäs IF 3-2 (0-1, 1-1, 2-0) 3666 Umeå ishall Omgång 11 - 16 november 1986 HV 71-Färjestads BK 4-7 (1-3, 1-2, 2-2) 4585 Rosenlundshallen - 16 november 1986 Luleå HF-Djurgårdens IF 2-8 (1-1, 0-3, 1-4) 5484 Delfinen - 16 november 1986 Skellefteå AIK-Brynäs IF 2-3 (0-1, 2-1, 0-1) 3456 Skellefteå isstadion - 16 november 1986 Leksands IF-IF Björklöven 3-1 (0-0, 1-0, 2-1) 4048 Leksands Isstadion - 16 november 1986 Södertälje SK-Modo AIK 3-5 (1-2, 2-2, 0-1) 3964 Scaniarinken Omgång 12 - 20 november 1986 Färjestads BK-Luleå HF 4-9 (1-3, 1-3, 2-3) 4883 Färjestads Ishall - 20 november 1986 Modo AIK-HV 71 2-3 (1-0, 1-1, 0-2) 4188 Kempehallen - 20 november 1986 Djurgårdens IF-Södertälje SK 5-5 (3-2, 0-1, 2-2) 10251 Johanneshovs Isstadion - 20 november 1986 Brynäs IF-Leksands IF 5-2 (2-0, 3-2, 0-0) 7222 Gavlerinken - 20 november 1986 IF Björklöven-Skellefteå AIK 5-2 (2-0, 2-0, 1-2) 4800 Umeå ishall Omgång 13 - 23 november 1986 HV 71-Djurgårdens IF 2-1 (1-0, 1-0, 0-1) 4590 Rosenlundshallen - 23 november 1986 Luleå HF-Modo AIK 2-2 (1-1, 1-0, 0-1) 4629 Delfinen - 23 november 1986 Färjestads BK-IF Björklöven 4-2 (1-1, 3-0, 0-1) 4854 Färjestads Ishall - 23 november 1986 Leksands IF-Skellefteå AIK 1-2 (0-1, 1-0, 0-1) 4052 Leksands Isstadion - 23 november 1986 Södertälje SK-Brynäs IF 3-2 (1-1, 0-1, 2-0) 6090 Scaniarinken Omgång 14 - 27 november 1986 Modo AIK-Färjestads BK 2-3 (1-2, 1-1, 0-0) 3222 Kempehallen - 27 november 1986 Djurgårdens IF-Leksands IF 4-3 (2-0, 2-1, 0-2) 9017 Johanneshovs Isstadion - 27 november 1986 Brynäs IF-HV 71 5-4 (1-2, 2-0, 2-2) 3642 Gavlerinken - 27 november 1986 Skellefteå AIK-Södertälje SK 6-4 (2-2, 2-2, 2-0) 3004 Skellefteå isstadion - 27 november 1986 IF Björklöven-Luleå HF 6-5 (3-1, 1-4, 2-0) 4438 Umeå ishall Omgång 15 - 30 november 1986 HV 71-Skellefteå AIK 4-0 (2-0, 0-0, 2-0) 3692 Rosenlundshallen - 30 november 1986 Luleå HF-Brynäs IF 5-3 (2-1, 3-1, 0-1) 4478 Delfinen - 30 november 1986 Färjestads BK-Djurgårdens IF 4-2 (0-1, 2-0, 2-1) 4861 Färjestads Ishall - 30 november 1986 Modo AIK-IF Björklöven 6-5 (2-2, 2-1, 2-2) 3774 Kempehallen - 30 november 1986 Södertälje SK-Leksands IF 4-3 (0-1, 2-0, 2-2) 6017 Scaniarinken Omgång 16 - 4 december 1986 Djurgårdens IF-Modo AIK 5-4 (2-1, 2-3, 1-0) 6666 Johanneshovs Isstadion - 4 december 1986 Brynäs IF-Färjestads BK 1-2 (0-0, 1-2, 0-0) 3930 Gavlerinken - 4 december 1986 Skellefteå AIK-Luleå HF 1-2 (1-1, 0-1, 0-0) 4756 Skellefteå isstadion - 4 december 1986 Leksands IF-HV 71 3-4 (2-2, 0-0, 1-2) 3901 Leksands Isstadion - 4 december 1986 IF Björklöven-Södertälje SK 3-5 (1-1, 0-2, 2-2) 3665 Umeå ishall Omgång 17 - 7 december 1986 HV 71-Södertälje SK 3-2 (2-1, 1-1, 0-0) 4533 Rosenlundshallen - 7 december 1986 Luleå HF-Leksands IF 2-2 (2-2, 0-0, 0-0) 4743 Delfinen - 7 december 1986 Färjestads BK-Skellefteå AIK 3-4 (2-2, 0-2, 1-0) 3889 Färjestads Ishall - 7 december 1986 Modo AIK-Brynäs IF 2-2 (0-0, 1-1, 1-1) 3023 Kempehallen - 7 december 1986 Djurgårdens IF-IF Björklöven 2-5 (0-3, 2-0, 0-2) 7832 Johanneshovs Isstadion Omgång 18 - 11 december 1986 Brynäs IF-Djurgårdens IF 1-2 (1-0, 0-1, 0-1) 4739 Gavlerinken - 11 december 1986 Skellefteå AIK-Modo AIK 6-8 (3-1, 1-5, 2-2) 4332 Skellefteå isstadion - 11 december 1986 Leksands IF-Färjestads BK 3-6 (0-3, 2-3, 1-0) 3707 Leksands Isstadion - 11 december 1986 Södertälje SK-Luleå HF 6-1 (2-0, 3-1, 1-0) 5268 Scaniarinken - 11 december 1986 IF Björklöven-HV 71 4-2 (2-2, 2-0, 0-0) 3615 Umeå ishall | Omgång 19 - 28 december 1986 Luleå HF-Djurgårdens IF 3-5 (3-1, 0-3, 0-1) 5004 Delfinen - 28 december 1986 Södertälje SK-Brynäs IF 4-2 (1-1, 2-0, 1-1) 4907 Scaniarinken - 28 december 1986 Leksands IF-HV 71 5-2 (2-0, 3-0, 0-2) 4699 Leksands Isstadion - 28 december 1986 IF Björklöven-Färjestads BK 2-1 (0-1, 0-0, 2-0) 4035 Umeå ishall - 28 december 1986 Modo AIK-Skellefteå AIK 6-6 (2-3, 2-3, 2-0) 3852 Kempehallen Omgång 20 - 30 december 1986 Skellefteå AIK-IF Björklöven 3-2 (3-1, 0-1, 0-0) 4161 Skellefteå isstadion - 30 december 1986 Färjestads BK-Leksands IF 10-2 (1-0, 3-1, 6-1) 4550 Färjestads Ishall - 30 december 1986 HV 71-Södertälje SK 5-1 (1-0, 3-1, 1-0) 4613 Rosenlundshallen - 30 december 1986 Brynäs IF-Luleå HF 3-1 (2-0, 0-0, 1-1) 3240 Gavlerinken - 30 december 1986 Djurgårdens IF-Modo AIK 3-0 (2-0, 1-0, 0-0) 5404 Johanneshovs Isstadion Omgång 21 - 4 januari 1987 Luleå HF-HV 71 7-2 (1-0, 2-1, 4-1) 4123 Delfinen - 4 januari 1987 Södertälje SK-Färjestads BK 4-5 (0-3, 3-0, 1-2) 6024 Scaniarinken - 4 januari 1987 Leksands IF-Skellefteå AIK 3-3 (1-0, 2-2, 0-1) 3918 Leksands Isstadion - 4 januari 1987 IF Björklöven-Modo AIK 8-3 (3-0, 1-2, 4-1) 4232 Umeå ishall - 4 januari 1987 Brynäs IF-Djurgårdens IF 5-4 (1-0, 2-1, 2-3) 4941 Gavlerinken Omgång 22 - 6 januari 1987 Modo AIK-Leksands IF 4-7 (1-3, 0-2, 3-2) 2519 Kempehallen - 6 januari 1987 Skellefteå AIK-Södertälje SK 4-2 (1-0, 0-2, 3-0) 2908 Skellefteå isstadion - 6 januari 1987 Färjestads BK-Luleå HF 4-2 (2-1, 1-1, 1-0) 3876 Färjestads Ishall - 6 januari 1987 HV 71-Brynäs IF 1-0 (0-0, 0-0, 1-0) 3786 Rosenlundshallen - 6 januari 1987 Djurgårdens IF-IF Björklöven 4-1 (0-0, 2-0, 2-1) 6415 Johanneshovs Isstadion Omgång 23 - 8 januari 1987 Luleå HF-Skellefteå AIK 5-3 (0-2, 2-0, 3-1) 4310 Delfinen - 8 januari 1987 Södertälje SK-Djurgårdens IF 3-4 (0-2, 3-0, 0-2) 6440 Scaniarinken - 8 januari 1987 Leksands IF-IF Björklöven 3-4 (2-1, 1-3, 0-0) 3120 Leksands Isstadion - 8 januari 1987 HV 71-Modo AIK 4-3 (0-0, 2-1, 2-2) 3715 Rosenlundshallen - 8 januari 1987 Brynäs IF-Färjestads BK 2-2 (0-0, 1-1, 1-1) 3143 Gavlerinken Omgång 24 - 11 januari 1987 IF Björklöven-Södertälje SK 10-1 (2-0, 4-0, 4-1) 3748 Umeå ishall - 11 januari 1987 Modo AIK-Luleå HF 3-3 (0-1, 1-0, 2-2) 2121 Kempehallen - 11 januari 1987 Skellefteå AIK-Brynäs IF 5-2 (3-1, 1-1, 1-0) 3500 Skellefteå isstadion - 11 januari 1987 Färjestads BK-HV 71 5-1 (0-0, 2-0, 3-1) 4583 Färjestads Ishall - 11 januari 1987 Leksands IF-Djurgårdens IF 6-4 (1-0, 1-0, 4-4) 3112 Leksands Isstadion Omgång 25 - 15 januari 1987 Luleå HF-IF Björklöven 6-5 (1-1, 2-3, 3-1) 5239 Delfinen - 15 januari 1987 Södertälje SK-Leksands IF 1-1 (0-0, 0-0, 1-1) 4194 Scaniarinken - 15 januari 1987 Färjestads BK-Djurgårdens IF 5-4 (2-1, 1-1, 2-2) 4833 Färjestads Ishall - 15 januari 1987 HV 71-Skellefteå AIK 4-0 (3-0, 1-0, 0-0) 3751 Rosenlundshallen - 15 januari 1987 Brynäs IF-Modo AIK 3-6 (2-1, 1-3, 0-2) 2826 Gavlerinken Omgång 26 - 18 januari 1987 Leksands IF-Luleå HF 7-5 (3-0, 2-2, 2-3) 3790 Leksands Isstadion - 18 januari 1987 IF Björklöven-Brynäs IF 4-1 (2-1, 1-0, 1-0) 3681 Umeå ishall - 18 januari 1987 Modo AIK-Södertälje SK 2-2 (0-1, 2-1, 0-0) 3047 Kempehallen - 18 januari 1987 Skellefteå AIK-Färjestads BK 5-6 (2-2, 3-2, 0-2) 3614 Skellefteå isstadion - 18 januari 1987 Djurgårdens IF-HV 71 1-1 (0-1, 1-0, 0-0) 7502 Johanneshovs Isstadion Omgång 27 - 22 januari 1987 Luleå HF-Södertälje SK 6-2 (1-0, 3-1, 2-1) 5287 Delfinen - 22 januari 1987 Skellefteå AIK-Djurgårdens IF 1-3 (0-1, 0-1, 1-1) 3246 Skellefteå isstadion - 22 januari 1987 Färjestads BK-Modo AIK 2-4 (0-1, 1-2, 1-1) 3735 Färjestads Ishall - 22 januari 1987 HV 71-IF Björklöven 1-3 (1-1, 0-1, 0-1) 4753 Rosenlundshallen - 22 januari 1987 Brynäs IF-Leksands IF 2-1 (2-0, 0-1, 0-0) 5929 Gavlerinken Omgång 28 - 25 januari 1987 Södertälje SK-Luleå HF 1-4 (1-3, 0-0, 0-1) 5428 Scaniarinken - 25 januari 1987 Leksands IF-Brynäs IF 4-9 (1-3, 0-2, 3-4) 5235 Leksands Isstadion - 25 januari 1987 IF Björklöven-HV 71 6-2 (1-1, 4-0, 1-1) 3816 Umeå ishall - 25 januari 1987 Modo AIK-Färjestads BK 4-7 (1-3, 1-2, 2-2) 3132 Kempehallen - 25 januari 1987 Djurgårdens IF-Skellefteå AIK 4-1 (0-0, 2-0, 2-1) 5469 Johanneshovs Isstadion Omgång 29 - 29 januari 1987 Luleå HF-Leksands IF 3-0 (1-0, 0-0, 2-0) 5402 Delfinen - 29 januari 1987 Södertälje SK-Modo AIK 5-0 (1-0, 3-0, 1-0) 4416 Scaniarinken - 29 januari 1987 Färjestads BK-Skellefteå AIK 7-3 (0-1, 3-1, 4-1) 3885 Färjestads Ishall - 29 januari 1987 HV 71-Djurgårdens IF 5-3 (2-1, 1-1, 2-1) 4601 Rosenlundshallen - 29 januari 1987 Brynäs IF-IF Björklöven 0-4 (0-0, 0-2, 0-2) 4041 Gavlerinken Omgång 30 - 1 februari 1987 Leksands IF-Södertälje SK 4-3 (1-2, 1-1, 2-0) 3330 Leksands Isstadion - 1 februari 1987 IF Björklöven-Luleå HF 8-3 (3-2, 5-0, 0-1) 4800 Umeå ishall - 1 februari 1987 Modo AIK-Brynäs IF 1-3 (0-1, 0-0, 1-2) 2899 Kempehallen - 1 februari 1987 Skellefteå AIK-HV 71 4-3 (2-1, 2-1, 0-1) 3130 Skellefteå isstadion - 1 februari 1987 Djurgårdens IF-Färjestads BK 4-3 (2-0, 0-0, 2-3) 8321 Johanneshovs Isstadion Omgång 31 - 3 februari 1987 Luleå HF-Modo AIK 8-2 (1-0, 4-1, 3-1) 4672 Delfinen - 3 februari 1987 Södertälje SK-IF Björklöven 3-5 (1-1, 1-1, 1-3) 4157 Scaniarinken - 3 februari 1987 Djurgårdens IF-Leksands IF 3-5 (1-0, 0-2, 2-3) 5976 Johanneshovs Isstadion - 3 februari 1987 HV 71-Färjestads BK 2-9 (0-0, 0-2, 2-7) 4455 Rosenlundshallen - 3 februari 1987 Brynäs IF-Skellefteå AIK 4-6 (1-0, 1-3, 2-3) 3214 Gavlerinken Omgång 32 - 12 februari 1987 IF Björklöven-Leksands IF 11-2 (6-2, 2-0, 3-0) 3302 Umeå ishall - 12 februari 1987 Modo AIK-HV 71 2-2 (0-0, 1-1, 1-1) 1905 Kempehallen - 12 februari 1987 Skellefteå AIK-Luleå HF 4-7 (2-2, 1-2, 1-3) 3218 Skellefteå isstadion - 12 februari 1987 Färjestads BK-Brynäs IF 3-5 (1-2, 2-0, 0-3) 4453 Färjestads Ishall - 12 februari 1987 Djurgårdens IF-Södertälje SK 8-4 (1-1, 2-1, 5-2) 7805 Johanneshovs Isstadion Omgång 33 - 15 februari 1987 Luleå HF-Färjestads BK 5-4 (1-0, 1-1, 3-3) 5274 Delfinen - 15 februari 1987 Södertälje SK-Skellefteå AIK 3-1 (0-0, 2-0, 1-1) 2811 Scaniarinken - 15 februari 1987 Leksands IF-Modo AIK 10-7 (3-2, 5-2, 2-3) 4016 Leksands Isstadion - 15 februari 1987 IF Björklöven-Djurgårdens IF 6-3 (1-0, 2-1, 3-2) 3921 Umeå ishall - 15 februari 1987 Brynäs IF-HV 71 5-3 (1-2, 2-1, 2-0) 3603 Gavlerinken Omgång 34 - 19 februari 1987 Modo AIK-IF Björklöven 4-3 (3-1, 1-2, 0-0) 2626 Kempehallen - 19 februari 1987 Skellefteå AIK-Leksands IF 2-2 (1-0, 0-1, 1-1) 3299 Skellefteå isstadion - 19 februari 1987 Färjestads BK-Södertälje SK 9-4 (2-0, 3-2, 4-2) 4414 Färjestads Ishall - 19 februari 1987 HV 71-Luleå HF 5-3 (2-1, 1-1, 2-1) 3720 Rosenlundshallen - 19 februari 1987 Djurgårdens IF-Brynäs IF 3-7 (2-2, 1-1, 0-4) 6548 Johanneshovs Isstadion Omgång 35 - 22 februari 1987 Luleå HF-Brynäs IF 7-2 (1-0, 4-1, 2-1) 4321 Delfinen - 22 februari 1987 Södertälje SK-HV 71 3-2 (0-0, 1-1, 2-1) 3527 Scaniarinken - 22 februari 1987 Leksands IF-Färjestads BK 4-4 (2-0, 1-3, 1-1) 3807 Leksands Isstadion - 22 februari 1987 IF Björklöven-Skellefteå AIK 8-3 (2-1, 1-0, 5-2) 3794 Umeå ishall - 22 februari 1987 Modo AIK-Djurgårdens IF 3-3 (0-1, 1-1, 2-1) 2843 Kempehallen Omgång 36 - 26 februari 1987 Skellefteå AIK-Modo AIK 6-4 (1-3, 3-0, 2-1) 5792 Skellefteå isstadion - 26 februari 1987 Färjestads BK-IF Björklöven 3-1 (0-1, 1-0, 2-0) 5076 Färjestads Ishall - 26 februari 1987 HV 71-Leksands IF 6-5 (2-0, 2-1, 2-4) 3576 Rosenlundshallen - 26 februari 1987 Brynäs IF-Södertälje SK 4-3 (2-2, 1-0, 1-1) 2904 Gavlerinken - 26 februari 1987 Djurgårdens IF-Luleå HF 5-3 (0-3, 3-0, 2-0) 5617 Johanneshovs Isstadion |